# Психология на средата
Психология на средата (английски: еnvironmental psychology) e интердисциплинарно поле, фокусиращо се върху взаимодействията между хората и тяхната обкръжаваща среда, която може да обхваща както естествената среда (природата), също така социалното обкръжение, застроената среда, а в мисловен план средата на учене и информационната среда.
След като бива концептуализирано, това научно поле се ориентира към разработването на дисциплина, която е едновременно ценностно ориентирана и проблемно-ориентирана, като се приоритетизират изследвания, решаващи комплексни проблеми на средата в търсене на индивидуалното щастие и добруване в рамките на по-голямото общество . Когато решаването на проблеми влючва взамодействието човек-среда, независимо дали в глобален или локален аспект, трябва да е налице определен модел за човешката природа, който може да предвиди условията на средата, при които хората ще се държат по достоен и креативен, и съзидателен начин. С един такъв модел може да се проектира, управлява, защитава или възстановява средата, която може да увеличава смисленото, разумно и приемливото поведение, също така може да се предвиждат какви биха били последствията, в случаите, в които тези условия на средата не са налични, чрез него става възможно и диагностицирането на проблемните ситуации. Например това научно поле изследва ефектът от стреса, причинен от средата върху човешкото поведение, характеристиките на възстановяващите среди, още как хората възприемат и обработван информация, и възможността за продължително консервиране на подходящия тип среди и поведението на съхранение по отношение на средата.
Макар „психология на средата“ да е според някои най-известното и най-обхватно описание на това поле, съществуват и други негови наименования: наука за човешките фактори, когнитивна ергономика, социални науки, изучаващи средата, архитектурна психология, социо-архитектура, екологична психология, екопсихология, бихейвиористична география, изследвания върху съотношението поведение-среда, изследвания на човека и средата, социология на средата, социална екология и изследвания в областта на проектиране на околната среда.